# Isolde Ries

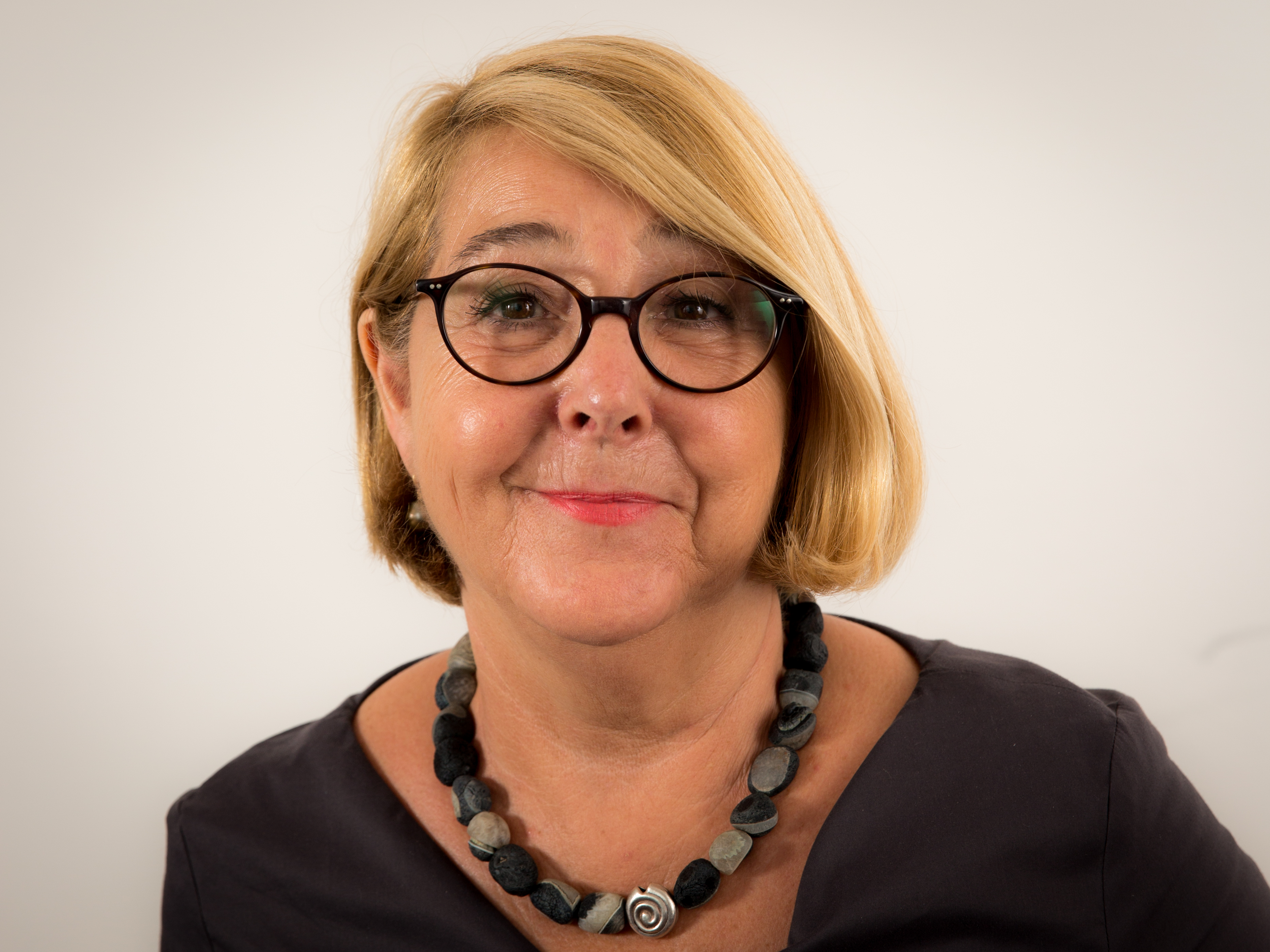
Isolde Ries (2017)

Isolde Ries (* 24. Juni 1956 in Illingen) ist eine deutsche Politikerin (SPD). Von 1990 bis 2022 war sie Abgeordnete im Landtag des Saarlandes. Von 2009 bis 2022 war sie Vizepräsidentin des Landtags.

## Ausbildung und Beruf
Ries war 1974 beim Deutschen Gewerkschaftsbund in den Abteilungen Presse/Organisation/Arbeitsrecht beschäftigt. 1979 konnte sie ihr Diplom in Sozialwirtschaft erlangen. Von 1984 bis 1987 machte sie eine Ausbildung zur Gewerkschaftssekretärin bei der Gewerkschaft Nahrung-Genuss-Gaststätten in Darmstadt, Frankfurt a. M. und Neustadt und ist seit 1987 Gewerkschafterin bei NGG und dort tätig als Verhandlungsführerin im Tarifbereich Hotel und Gaststätten, Bäckerhandwerk, Hauswirtschaft.

## Familie
Isolde Ries ist verheiratet.

## Politik
Ries ist seit 1984 Mitglied der SPD und seit 1993 Vorsitzende des Ortsverbandes Gersweiler. Von 1990 bis 2022 war sie Mitglied im Landtag des Saarlandes. Zusätzlich war sie Sprecherin der SPD-Landtagsfraktion für Familien-, Frauen- und Verbraucherpolitik und Mitglied im Ausschuss für Gesundheit und Soziales und im Ausschuss für Inneres, Datenschutz, Familie, Frauen und Sport. Von 2009 bis 2022 war sie Erste Vizepräsidentin des Landtags. Zur Landtagswahl 2022 verzichtete sie auf eine erneute Kandidatur.
Zwischen 2019 und 2024 war Ries Bürgermeisterin des Saarbrücker Bezirks West.